# Geographic Names Information System

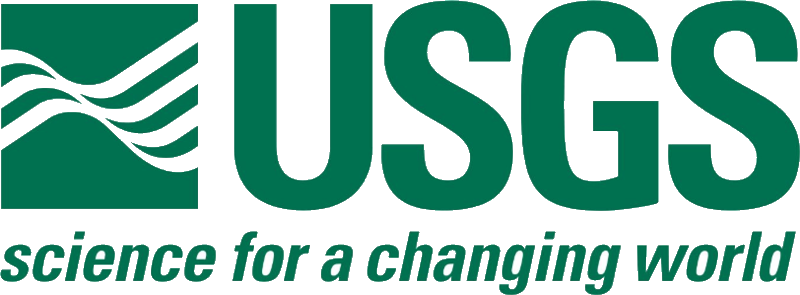
Logo-ul USGS.

Geographic Names Information System, acronim frecvent folosit, GNIS, este o bază de date publică și un sistem automat computerizat on-line al United States Geological Survey. Conținând peste două milioane de intrări distincte, GNIS a fost creat(ă) de Servicul geologic al Statelor Unite ale Americii (în original, United States Geological Survey, acronim USGS, care la rândul său este o agenție guvernamentală a guvernului federal al Statelor Unite ale Americii}, în colaborare cu entitatea United States Board on Geographic Names (acronim, BGN, sau USBGN) pentru a promova standardizarea folosirii numelor desemnând locuri, forme geografice, denumiri geografice istorice, ... .
Baza de date este parte a unui sistem care include nume topografice de pe hărți și referințe bibliografice. Numele cărților și a hărților istorice care confirmă un anumit nume sunt citate. Variantele existente, alternative a numelor oficiale federale, sunt de asemenea înregistrate. Baza de date este astfel constituită încât păstrează toate alternativele, cu excepția evidentă a duplicatelor. 
Fiind un serviciu al unei agenții federale a Statelor Unite, toate serviciile oferite sunt gratis, respectiv toate materialele existente pot fi folosite fără nici un fel de restricție privind copyrightul.

## Schimbarea numelor
GNIS acceptă propuneri de schimbare a numelor pentru caracteristici geografice din Statele Unite. Publicul larg poate face propuneri la această pagină web. Justificarea propunerii precum și existența unui grup de persoane care este în favoarea schimbării sunt cerute. Discuțiile, propunerile specifice și schimbările sunt prezentate la pagina web numită Monthly Meeting Minutes, unde sunt concentrate minutele care au loc o dată pe lună.

## Alte autorități de nivel federal
- United States Census Bureau, Biroul de recensăminte al Statelor Unite definește așa numitele Census Designated Places, care constitue un sub-set de localții în baza de date National Geographic Names Database.
- U.S. Postal Service Publication 28 gives standards for addressing mail. In this publication, the postal service defines two-letter state abbreviations, street identifiers such as boulevard (BLVD) and street (ST), and secondary identifiers such as suite (STE).
- The names of post offices have historically been used to back up claims about the name of a community.

## Software
- Geographical Names Arhivat în 31 decembrie 2008, la Wayback Machine. - Open source LGPL licensed Java library that can parse geographical data files.